# 凤阳石桥
凤阳石桥，位于山东省滨州市博兴县曹王乡王海村，是中华人民共和国山东省文物保护单位之一。
1992年6月12日，授予山东省文物保护单位，是一座古建筑及历史纪念建筑。